# Орлов, Пётр Петрович
Пётр Петрович Орлов (11 июля 1912, с. Курганово, Тверская губерния, Российская Империя — 1989) — советский фигурист и тренер по фигурному катанию. Трёхкратный чемпион СССР (1946, 1947, 1951 годов) в одиночном катании, бронзовый призёр чемпионата СССР 1938 года в парном катании. Мастер спорта СССР (1938 год), Заслуженный тренер СССР (1958 год).

## Биография
Родился 11 июля 1912 года в селе Курганово Тверской губернии. Фигурным катанием занимался в спортивном обществе «Динамо» Ленинград.
В 1938 году окончил Высшую школу тренеров при ГОЛИФК имени П. Ф. Лесгафта. В 1939 Петр Орлов тренировался в Ленинграде у «тренера-общественника ДКА», бывшего чемпиона страны Ивана Богоявленского.
В послевоенные годы разыскал ленинградских фигуристов, возобновил работу секции фигурного катания. Был старшим тренером Ленинградского областного Совета «Динамо», в сезоне 1962—1963 годов был тренером в клубе ЦСКА (Москва). Заслуженный тренер Украинской ССР. Судья республиканской категории РСФСР по фигурному катанию на коньках (1958 год).
В 1960 году переезжает из Ленинграда в Киев работать тренером Украинского художественно-спортивного ансамбля «Балет на льду».
Воспитал много учеников, в том числе Игоря Москвина, Людмилу Белоусову, Олега Протопопова, Нину Жук и Станислава Жука.

## Результаты
| Соревнования/Сезоны | 1937 | 1938 | 1939 | 1941 | 1945 | 1946 | 1947 | 1948 | 1949 | 1950 | 1951 | 1952 | 1953 |
| ------------------- | ---- | ---- | ---- | ---- | ---- | ---- | ---- | ---- | ---- | ---- | ---- | ---- | ---- |
| Чемпионаты СССР     | 2    | 2    | 3    | 3    |      | 1    | 1    | 2    | 3    | 2    | 1    |      | 2    |

### Пары
(с И. Крыловой)
| Соревнования/Сезоны | 1938 |
| ------------------- | ---- |
| Чемпионаты СССР     | 3    |